# Koninkrijk Ahom
Het koninkrijk Ahom was een koninkrijk in Zuid-Azië, dat op zijn hoogtepunt ongeveer overeenkwam met de huidige Indiase deelstaat Assam. Het koninkrijk werd in 1228 gesticht door Sukaphaa, een prins van het Mong Maorijk in Birma en Yunnan en verder bestuurd door zijn nageslacht (Ahomdynastie). Aanvankelijk besloeg het slechts een klein gebied in het oosten van de vlakte van de Brahmaputra, maar in de 16e eeuw breidde koning Suhungmung het rijk uit over de gehele vlakte. Het was een van de weinige staten in Voor-Indië die de legers van de Mogols weerstonden en onafhankelijk bleven tot in de 19e eeuw. Door interne twisten verzwakt viel het rijk in 1821 ten prooi aan Birmese invallen. De Birmezen werden in de Eerste Anglo-Burmese Oorlog (1824-1826) verdreven door de Britten, die Ahom vervolgens bij de provincie Bengalen inlijfden.